# タイム・ラプス〜ライヴ!
『タイム・ラプス〜ライヴ!』（Time Lapse）は、イギリスのギタリスト、スティーヴ・ハケットが1992年に発表した、ソロ名義では初のライブ・アルバム。

## 解説
1981年のニューヨーク公演と、1990年のノッティンガム公演のライブ録音が収録され、いずれの公演にもハケットの実弟ジョン・ハケットが参加している。「イン・ザット・クワイエット・アース」のみジェネシス時代の曲である。
Mike DeGagneはオールミュージックにおいて5点満点中3点を付け「耳に心地いいギター・ワークと、生々しいキーボードのインタープレイにより構成された、刺激的で活力に満ちたアルバム」「"Please Don't Touch"や"Spectral Mornings"のような代表曲が、オリジナル・アルバムに忠実な形で演奏されており、とりわけ『ヴォヤージ・オブ・ジ・アカライト』からの"Ace of Wands"が突出している」と評している。

## 収録曲
特記なき楽曲はスティーヴ・ハケット作。
1. カミーノ・ロイヤル - "Camino Royale" (Steve Hackett, Nick Magnus) - 7:34
2. プリーズ・ドント・タッチ - "Please Don't Touch" - 4:21
3. エヴリデイ - "Every Day" - 7:00
4. イン・ザット・クワイエット・アース - "In That Quiet Earth" (S. Hackett, Phil Collins, Tony Banks, Mike Rutherford) - 3:50
5. デプス・チャージ - "Depth Charge" - 3:21
6. ジャクージ - "Jacuzzi" - 4:29
7. ステップス - "The Steppes" - 5:56
8. エース・オブ・ワンズ - "Ace of Wands" - 7:35
9. ホープ・アイ・ドント・ウェイク - "Hope I Don't Wake" - 4:13
10. ザ・レッド・フラワー・オブ・タチャイ・ブルームス・エヴリホエア - "The Red Flower of Tachai Blooms Everywhere" - 2:43
11. タイガーモス - "Tigermoth" - 3:22
12. ア・タワー・ストラック・ダウン - "A Tower Struck Down" (S. Hackett, John Hackett) - 2:58
13. スペクトラル・モーニング - "Spectral Mornings" - 5:18
14. クロックス - "Clocks" - 4:51

## 参加ミュージシャン
- スティーヴ・ハケット - ギター、ボーカル
- ジョン・ハケット - フルート、ギター、ベース・ペダル
- ジュリアン・コルベック - キーボード、ボーカル (on #1 - #5, #13, #14)
- ニック・マグナス - キーボード (on #6 - #12)
- イアン・エリス - ベース、ボーカル (on #1 - #5, #13, #14)
- チャス・クロンク - ベース、ボーカル (on #6 - #12)
- ファッジ・スミス - ドラムス (on #1 - #5, #13, #14)
- イアン・モズレイ - ドラムス (on #6 - #12)